# 이연 (음악가)
이연(본명: 정다솔, 1995년 5월 28일~)은 대한민국의 밴디트멤버이자 2019년 BVNDIT 디지털 싱글 BVNDIT, BE AMBITIOUS!로 데뷔하였다. 역곡중 3학년 1반 정민우 어머니와 예명이 동일하다

## 생애
- 1995년 부모는 가수로 쓰레기 폐기물 줍는 집안에서 태어났다. 고등학교를 중퇴했다.

- MNH엔터테인먼트 소속 5인조 걸그룹 BVNDIT의 멤버이자 리더다.